# 메가노티시아스
《메가노티시아스》(스페인어: Meganoticias)는 칠레의 뉴스 프로그램이다.

## 같이 보기
- 메가